# Sonny Lester
Sonny Lester (15. listopadu 1924 New York – 28. dubna 2018) byl americký hudební producent. Než nastoupil do armády, hrál na trubku v big bandu. V roce 1966 založil spolu s Mannym Albamem a Philem Ramonem vydavatelství Solid State Records. Později založil vydavatelství Lester Recording Catalog. Během své kariéry spolupracoval s mnoha hudebníky, mezi které patří Chick Corea, Lucky Thompson, Thad Jones, Joe Williams, Jimmy McGriff, Stan Getz Dizzy Gillespie a mnoho dalších.